# Фонтелаказа (Кјети)
Фонтелаказа (итал. Fontelacasa) је насеље у Италији у округу Кјети, региону Абруцо.
Према процени из 2011. у насељу је живело 173 становника. Насеље се налази на надморској висини од 523 м.